# Донатони, Франко
Фра́нко Донато́ни (итал. Franco Donatoni, 9 июня 1927, Верона — 17 августа 2000, Милан) — итальянский композитор и педагог.

## Биография
Учился в Музыкальной академии Вероны, затем — в консерваториях Милана и Болоньи, в Национальной Академии Святой Цецилии в Риме. Его наставником в римский период был Гоффредо Петрасси: музыка его и Бартока в наибольшей степени повлияли на становление Донатони-композитора. В середине 1950-х познакомился и подружился с Бруно Мадерной, они параллельно преподавали на летних курсах современной музыки в Дармштадте.

## Творчество
В 1960-е годы увлекался сериализмом и алеаторикой. Писал тексты для многих своих произведений, статьи о музыке (опубликовано несколько книг). В середине 1970-х, отойдя на несколько лет от сочинения музыки вообще, некоторое время работал редактором в издательстве «Suvini Zerboni», где им были выполнены переложения партитур «Улисса», «Диалогов» и других сочинений Даллапикколы.

## Преподавательская деятельность
Преподавал композицию в Болонье, Турине, Милане, в Академии Святой Цецилии. Среди его учеников, наряду с другими, — Сандро Горли, Вели-Матти Пуумала, Паскаль Дюсапен, Софи Лаказ, Магнус Линдберг, Марьян Мозетич, Джузеппе Синополи, Адриана Хёльцки, Сюзанна Жиро, Брис Позе, Эса-Пекка Салонен (ему посвящено последнее сочинение Донатони).

## Признание
Премия Кусевицкого (1968). Награждён медалью «За вклад в развитие культуры и искусства» (1980). Командор французского Ордена искусств и литературы (1985).

## Сочинения
- Quartetto I для струнного квартета (1950)
- Concerto для оркестра (1951)
- Il libro dei Sette Sigilli, библейская кантата для солистов, трубы и оркестра (1951)
- Recitativo e allegro для скрипки и фортепиано (1951)
- Concertino для двух валторн, двух труб, 2 тромбонов, 4 литавр и струнных (1952),
- Concerto для фагота и оркестра (1952),
- Sonata для альта соло (1952),
- Ouverture для камерного оркестра (1953),
- Symphony для струнного оркестра (1953),
- Cinque pezzi для 2 фортепиано (1954),
- Divertimento для скрипки инструментальной группы (1954),
- Musica для камерного оркестра (1955),
- La lampara, балет (1957),
- Tre improvvisazioni для фортепиано (1957),
- Quartetto II для струнного квартета (1958),
- Movimento для клавесина, фортепиано и 9 инструментов (1959),
- Serenata для женского голоса и 16 инструментов, на стихи Д.Томаса (1959),
- Strophes для оркестра (1959),
- For Grilly, импровизация для 7 исполнителей (1960),
- Sezioni, инвенция для оркестра (1960),
- Doubles для клавесина (1961),
- Puppenspiel I, этюды музыки к спектаклю для оркестра (1961),
- Quartetto III для магнитофонной ленты с 4 дорожками (1961),
- Per orchestra (1962),
- Quartetto IV (Zrcadlo) для струнного квартета (1963),
- Asar для 10 струнных инструментов (1964),
- Babai для клавесина (1964),
- Black and white для 37 струнных инструментов (1964),
- Divertimento II для струнных (1965),
- Puppenspiel II для флейты и оркестра (1966),
- Etwas ruhiger im Ausdruck для флейты, кларнета, скрипки, виолончели и фортепиано (1967),
- Souvenir, камерная симфония для 15 инструментов (1967),
- Black and white II «Esercizi per le dieci dita» для клавишных (1968),
- Estratto для фортепиано (1969),
- Orts «Souvenir n. 2» для 14 инструментов и чтеца ad libitum (1969),
- Solo для струнного оркестра (1969),
- Doubles II для оркестра (1970),
- To Earle для камерного оркестра (1970),
- Secondo estratto для арфы, клавесина и фортепиано (1970),
- To Earle two для оркестра и инструментов (1971),
- Lied для 13 инструментов (1972),
- Jeux pour deux для клавесина и органа (1973),
- Voci — Orchesterübung для оркестра (1973),
- Espressivo для гобоя и оркестра (1974),
- Quarto estratto для 8 инструментов (1974),
- Duetto для клавесина (1975),
- Duo pour Bruno для оркестра (1975),
- Lumen для 6 инструментов (1975),
- Terzo estratto для фортепиано и 8 инструментов (1975),
- Ash для 8 инструментов (1976),
- Musette per Lothar для волынки (1976),
- Algo для гитары (1977)
- Ali для альта (1977),
- Diario 76 для 4 труб и 4 тромбонов (1977),
- Portrait для клавесина и оркестра (1977),
- Spiri для 10 инструментов (1977),
- Toy для 2 скрипок, альта и клавесина (1977),
- Arie для женского голоса и оркестра на стихи Омара Хайяма, Луиса де Леона, Хафиза и др. (1978),
- De Près для женского голоса, 2 флейт-пикколо и 3 скрипок (1978),
- Ed insieme bussarono для женского голоса и фортепиано (1978),
- About… для скрипки, альта и гитары (1979),
- Argot для скрипки (1979)
- Marches для арфы (1979),
- Nidi для флейты-рикколо (1979),
- Clair для кларнета (1980),
- L’ultima sera для женского голоса и 5 инструментов на стихи Фернандо Пессоа (1980),
- Le ruisseau sur l’escalier для виолончели и 19 исполнителей (1980),
- The heart’s eye для струнного квартета (1980),
- Fili для флейты и фортепиано (1981),
- Small для флейты-пикколо, кларнета и арфы (1981),
- Tema для 12 инструментов (1981),
- Feria для 5 флейт, 5 труб и органа (1982),
- Lame для виолончели (1982),
- In cauda (in tre tempi) для хора и оркестра (1982-1986),
- Abyss для низкого женского голоса, бас-флейты и 10 инструментов (1983),
- Ala для виолончели и контрабаса (1983),
- Alamari для виолончели, контрабаса и фортепиано (1983),
- Diario '83 для 4 труб, 4 тромбонов и оркестра (1983),
- Lem для контрабаса (1983),
- Rima для фортепиано (1983),
- She для сопрано и 6 инструментов (1983),
- Sinfonia op. 63 «Anton Webern» для камерного оркестра (1983),
- Françoise Variationen для фортепиано (1983-1996),
- Atem, опера (1984),
- Cadeau для 11 исполнителей (1984),
- Darkness для 6 перкуссионистов (1984),
- Ombra для контрабас-кларнета (1984),
- Ronda для скрипки, альта, виолончели и фортепиано (1984),
- Omar для вибрафона (1985),
- Sestetto для 2 скрипок, 2 альтов и 2 виолончелей (1985),
- Still для сопрано и 6 инструментов (1985),
- Eco для камерного оркестра (1985—1986),
- Arpège для 6 инструментов (1986),
- Refrain для 8 инструментов (1986),
- Ave для флейты-пикколо, металлофона и челесты (1987),
- Flag for 13 strumenti (1987),
- O si ride для 12 голосов (1987),
- A Françoise для фортепиано (1988),
- Cinis для женского голоса и бас-кларнета (1988),
- La souris sans sourire для струнного квартета (1988),
- Short для трубы (1988),
- Cloches для 2 фортепиано, 8 духовых инструментов и 2 перкуссионистов (1988-1989),
- Blow для духового квинтета (1989),
- Ciglio для скрипки (1989),
- Frain для 8 инструментов (1989),
- Hot для тенор-саксофона и 6 исполнителей (1989),
- Midi для флейты (1989),
- Soft для бас-кларнета (1989),
- Ase (Algo II) для женского голоса и гитары (1990),
- Bok для бас-кларнета и маримбы (1990),
- Chantal для арфы, флейты, кларнета и струнного квартета (1990),
- Cloches II для 2 фортепиано (1990),
- Het для флейты, бас-кларнета и фортепиано (1990)
- Holly для английского рожка, гобоя, гобоя д’аморе и 13 инструментов (1990)
- Marches II для арфы, 3 женских голосов ad libitum, 12 инструментов и 3 перкуссионистов (1990)
- Rasch для 4 саксофонов (1990),
- Spice (Ronda n. 2) для скрипки/альта, кларнета/кларнета-пикколо, виолончели и фортепиано (1990),
- Cloches III для 2 фортепиано и 2 перкуссионистов (1991),
- Madrigale для 4 хоров и 4 перкуссионистов на стихи Э.Моранте (1991),
- Refrain II для 11 исполнителей (1991),
- Aahiel для меццо-сопрано, кларнета, вибрафона, маримбы и фортепиано (1992),
- An Angel within my Heart для женского голоса, 2 кларнетов и струнного трио (1992),
- Concerto grosso для оркестра и 5 синтезаторов (1992),
- Feria II для органа (1992),
- Feria III для органа (1992),
- Jay для фортепиано, 2 труб, 3 валторн и 2 тромбонов (1992),
- Late in the day (Ronda n. 3) для сопрано, флейты, кларнета и фортепиано (1992),
- Mari для маримбы (1992),
- Mari II для 4 маримб (1992),
- Nidi II для барочной флейты (1992),
- Scaglie для тромбона (1992),
- Sincronie для фортепиано с аккомпанирующей виолончелью (1992),
- Sweet для флейты (1992),
- Algo II для 2 гитар (1993),
- Ciglio II для скрипки и флейты (1993),
- Concertino II для 5 синтезаторов (1993),
- Refrain III для 14 исполнителей (1993),
- Small II для флейты, альта и арфы (1993),
- Sweet Basil для тромбона и джазового оркестра (1993),
- In cauda II для оркестра (1993-1994),
- Ciglio III для скрипки и фортепиано (1994),
- Flans для колоратурного сопрано и 9 инструментов на стихи Вийона (1994),
- Portal для кларнета, бас-кларнета, кларнета-пикколо и оркестра (1994),
- Puppenspiel III для флейты-пикколо, 2 флейт и 14 исполнителей (1994),
- Serenata II для 5 инструментов (1994).
- Sincronie II для виолончели, фортепиано и 7 инструментов (1994),
- Alfred, Alfred, опера (1995),
- Algo III для гитары и 23 исполнителей (1995),
- Cinis II для бас-кларнета, маримбы и перкуссии (1995),
- Duetto II для двух скрипок (1995,
- Fanfara для медных (1995),
- Incisi для гобоя (1995),
- Luci для флейты (1995),
- Rasch II для 4 саксофонов, вибрафона, маримбы, перкуссии и фортепиано (1995),
- Triplum для флейты, гобоя и кларнета (1995),
- Algo IV для 13 инструментов (1996),
- In cauda III для оркестра (1996),
- Lame II для 8 виолончелей (1996),
- Lem II для контрабаса и 15 инструментов (1996),
- Luci II для фагота и валторны (1996),
- Refrain IV для 8 инструментов (1996),
- Till для валторны (1996),
- Al для мандолины, мандолы и гитары (1997),
- Che для тубы (1997),
- Feria IV для аккордеона (1997),
- Luci III для струнного квартета (1997),
- Tell для английского рожка (1997),
- Cerocchi 70 для кларнета, виолончели и фортепиано (1998),
- Elly для кларнета, виолончели и фортепиано (1998),
- Fire (In cauda IV) для 4 женских голосов и оркестра (1998),
- Poll для 13 исполнителей (1998),
- Clair II для кларнета (1999),
- Prom для оркестра (1999),
- ESA (In cauda V) для оркестра (2000)